# Bob Hayes
Robert Lee „Bob” Hayes (ur. 20 grudnia 1942 w Jacksonville, zm. 18 września 2002 tamże) – amerykański lekkoatleta, sprinter, a także zawodnik futbolu amerykańskiego.

## Kariera
W 1962 podczas studiów na Florida Agricultural and Mechanical University pobił rekord świata w biegu na 100 jardów wynikiem 9,2 s, a w 1963 poprawił go na 9,1 s, co pozostało rekordem świata przez 11 lat. W 1963 ustanowił także rekord świata na 220 jardów z czasem 20,6 s. Jako pierwszy człowiek na świece przebiegł dystans 60 jardów w hali poniżej 6 sekund (osiągnął 5,9 s). Był mistrzem USA (AAU) na 100 jardów w latach 1962–1964 oraz mistrzem akademickim (NCAA) na 220 jardów w 1964.
Na Igrzyskach Olimpijskich w 1964 w Tokio Hayes zdobył złote medale na 100 m i w sztafecie 4 × 100 m. Wyrównał rekord świata na 100 m (10,0 s, elekr. 10,05 s), mimo że biegł na 1. torze, który był w złym stanie po rozegranym poprzedniego dnia finale biegu na 10 000 m. W sztafecie ustanowił rekord świata wynikiem 39,0 s (ze startu lotnego przebiegł 100 m w czasie 8,6 s, co do dziś jest rekordem).
Po Igrzyskach Hayes zaczął zawodowo uprawiać futbol amerykański. Dołączył do zespołu Dallas Cowboys, gdzie grał jako wide receiver. Dwa pierwsze lata jego futbolowej kariery były najbardziej udane. Zaliczył w nich najwięcej przyłożeń (touchdown) w NFL w tych sezonach. Zdobył wraz z Dallas Cowboys Super Bowl w 1971. Przeszedł do San Francisco 49ers w 1974, Zagrał tam jeden sezon, po czym zakończył karierę zawodniczą.
W późniejszych latach miał kłopoty z prawem: był skazany za nielegalne posiadanie narkotyków i handel nimi. Zmarł na niewydolność nerek. Cierpiał także na raka prostaty i chorobę wątroby.

## Rekordy życiowe
źródło:
- 100 m – 10,06 s. (1964)
- 200 m – 20,4 s. (1963)